# CAR Trophy 2011
Navigation
CAR Trophy 2010 CAR Trophy 2012
Le CAR Trophy 2011 est une compétition organisée par la Confédération africaine de rugby qui oppose les nations africaines de deuxième division. La division Nord est remportée par le Mali, tandis que le vainqueur de la division Sud est le Rwanda.

## Équipes engagées
| Division Nord - Bénin - Burkina Faso - Congo - Ghana - Mali - Niger - Tchad - Togo | Division Sud - Burundi - R.D.C. - La Réunion - Rwanda |

## Division Nord

### Faits saillants
Les matchs se disputent sous forme de tournoi par élimination directe organisé à Bamako au Mali du 23 juillet au 30 juillet 2011.

### Finale
| 30 juillet 2011 | Mali | 13 – 3 | Niger | Bamako Arbitre : A. Ben Salah |
| 30 juillet 2011 |      |        |       | Bamako Arbitre : A. Ben Salah |
| 30 juillet 2011 |      |        |       | Bamako Arbitre : A. Ben Salah |

## Division Sud

### Faits saillants
Les matchs auraient dû se dérouler sous forme d'un tournoi organisé au Rwanda en octobre 2011. La R.D.C. et La Réunion sont forfaits pour l'ensemble de la compétition. Une finale est organisée le 14 octobre 2011 entre le Rwanda et le Burundi.

### Finale
| 14 octobre 2011 | Rwanda | 22 – 3 | Burundi | Kigali |
| 14 octobre 2011 |        |        |         | Kigali |
| 14 octobre 2011 |        |        |         | Kigali |